# 恩克彗星
恩克彗星（2P/Encke）是继哈雷彗星之后，第二颗按预言回归的彗星，其近日点和远日点分别約为0.36AU和4.1AU，离心率0.8474，周期3.2984年，是所有彗星中周期最短的，亮度微弱，凝聚度较小，一般不产生彗尾。

## 歷史
自1786年發現以來，人們已經進行過五十多次的觀測。德國天文學家恩克（J.F. Encke）最早於1819年算出它的軌道，並預言1822年此彗星將回到近日點。它是繼哈雷彗星後第二顆按推算時間重新出現的彗星。